# Takahiro Ohara
Takahiro Ohara (大原 卓丈 Ohara Takahiro?, nacido el 6 de diciembre de 1986 en Fukushima) es un exfutbolista japonés. Jugaba de defensa y su último club fue el Fukushima United FC de Japón.

## Trayectoria

### Clubes
| Club                | País  | Año         |
| ------------------- | ----- | ----------- |
| Tokushima Vortis    | Japón | 2009 - 2010 |
| Grulla Morioka      | Japón | 2010 - 2011 |
| Fukushima United FC | Japón | 2012 - 2015 |

## Estadística de carrera

### J. League
| Club                | Año   | J. League | J. League | Copa J. League | Copa J. League | Total | Total |
| Club                | Año   | Part.     | Goles     | Part.          | Goles          | Part. | Goles |
| ------------------- | ----- | --------- | --------- | -------------- | -------------- | ----- | ----- |
| Tokushima Vortis    | 2009  | 0         | 0         | -              | -              | 0     | 0     |
| Tokushima Vortis    | 2010  | 0         | 0         | -              | -              | 0     | 0     |
| Fukushima United FC | 2014  | 20        | 2         | -              | -              | 20    | 2     |
| Fukushima United FC | 2015  | 27        | 1         | -              | -              | 27    | 1     |
| Total               | Total | 47        | 3         | 0              | 0              | 47    | 3     |